# Falterfische
Die Falterfische (Chaetodontidae), auch Borstenzähner genannt, sind eine Familie auffälliger tropischer Meeresfische. Ihr Lebensraum sind die Korallenriffe im Atlantik, im Indischen Ozean und im Pazifischen Ozean. Die Familienbezeichnung Chaetodontidae leitet sich von den griechischen Wörtern chaite „Haar“ und odonto-  „Zahn“ ab. Dies bezieht sich auf die kleinen, bürstenartigen Zähne ihres Mauls. Falterfische ähneln den Vertretern der Familie der Kaiserfische (Pomacanthidae), unterscheiden sich jedoch durch den Flossenaufbau.
Durch die Lesseps’sche Migration sind drei Falterfischarten inzwischen auch im Mittelmeer heimisch geworden. Dabei handelt es sich um den Rotmeer-Wimpelfisch (Heniochus intermedius), den Rotmeer-Rippelstreifen-Falterfisch (Chaetodon austriacus) und den Rotkopf-Falterfisch (Chaetodon larvatus).

## Merkmale

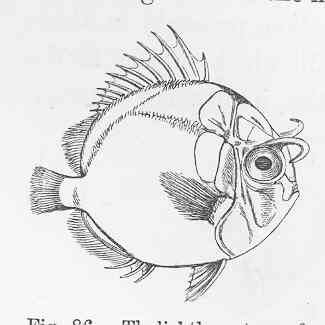
Tholichthys-Stadium einer Wimpelfischart

Falterfische sind verhältnismäßig kleine Fische. Die meisten Arten dieser Familie haben eine Körperlänge zwischen 12 und 22 Zentimeter. Der größte Vertreter, der Riesen-Falterfisch (Chaetodon lineolatus), erreicht eine Länge von bis zu 30 cm. Die Familie umfasst etwa 130 Arten in 12 Gattungen.
Falterfische sind häufig ausgesprochen farbige Fische – einige Arten tragen Farbmuster in Schwarz, Weiß, Blau, Rot, Orange und Gelb. Nur wenige Arten sind unauffällig gefärbt. Viele Arten haben auffällige Augenflecken im hinteren Bereich der Rückenflosse. Die Funktion dieses Augenflecks besteht in der Irritation optisch orientierter Fressfeinde; räuberische Fische schnappen nach diesen falschen Augen und täuschen sich in Hinblick auf die anvisierte Fluchtrichtung der Beute. Das echte Auge übernimmt bei den meisten Falterfischen das Muster des Fisches und wird somit für den Fressfeind unsichtbar, da ihm kein Auge erscheint. Also schnappt er nach dem Augenfleck auf der Rückenflosse. Falterfische haben auffällige hochrückige, seitlich abgeflachte Körper; die Afterflossen sind bei den meisten Arten rund. Keine der Arten hat eine gegabelte Afterflosse.
Nach dem Larvenstadium besitzen die Tiere für einige Zeit eine starke Kopfpanzerung (Tholichthys-Stadium).

## Lebensweise
Die meisten Arten der Familie der Falterfische leben in bis zu 18 Metern Wassertiefe. Einige wenige Arten sind auch bis zu 180 Meter Wassertiefe zu finden. Einige Arten wie beispielsweise der Kupferstreifen-Pinzettfisch sind territoriale Fische, die paarweise leben und ihr Territorium verteidigen. Die Arten, die sich von Plankton ernähren, bilden häufig kleine Schwärme. Nachtsüber verstecken sich Falterfische im Riff und zeigen dabei eine auffällig andere Färbung als während des Tages.

## Äußere Systematik
Die Falterfische bilden mit 12 weiteren Familien, darunter auch die Kaiserfische (Pomacanthidae), die Ordnung der Doktorfischartigen (Acanthuriformes). Gemeinsames Merkmal, das als Synapomorphie gilt und zur Diagnose der Ordnung herangezogen wird, ist die einzigartige Methode des Ersatzes abgenutzter Zähne. Bei den Larven und adulten Exemplaren dieser Fische wachsen die nachwachsenden Zähne an den Außenseiten der Kiefer und ersetzen gruppenweise ihre Vorgänger.

## Innere Systematik
Die Gattungen der Falterfische lassen sich in zwei Hauptkladen zusammenfassen, die in der englischsprachigen Studie als "butterflyfishes" bezeichneten Falterfische i. e. S. und die "bannerfishes", wozu die Wimpel- und die Pinzettfische gehören.
- Parachaetodon Bleeker, 1874
- Roa-Falterfische (Roa Jordan, 1923)

- Unterfamilie Wimpel- und Pinzettfische (Heniochinae)
  - Amphichaetodon Burgess, 1978
  - Coradion Kaup, 1860
  - Chelmon Cloquet, 1817
  - Chelmonops Bleeker, 1876
  - Forcipiger Jordan & McGregor, 1898
  - Hemitaurichthys Bleeker, 1876
  - Wimpelfische (Heniochus Cuvier, 1816)
  - Johnrandallia Nalbant, 1974
- Unterfamilie Eigentliche Falterfische (Chaetodontinae)

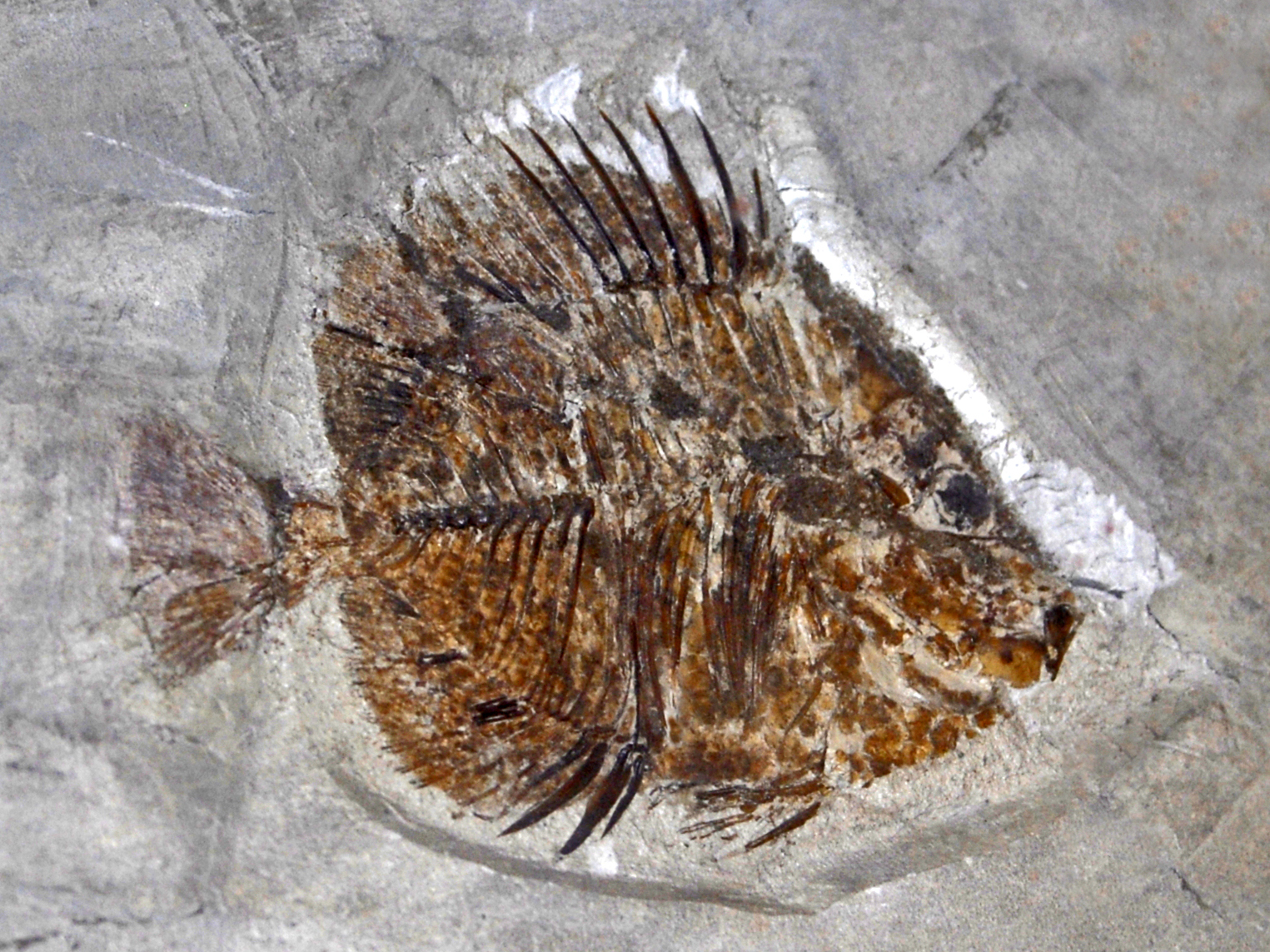
Falterfischfossil im Geologiemuseum von Bologna

  - Chaetodon Linnaeus, 1758
  - Prognathodes Gill, 1862

## Fossilbefund
Die rezente Gattung Chaetodon hat mit Chaetodon ficheuri einen Vertreter aus dem oberen Miozän. Seine fossilen Überreste wurden bei Oran in Algerien gefunden.

## Aquarienhaltung
Aufgrund der attraktiven Färbung dieser Fische werden sie häufig in öffentlichen Aquarien gezeigt. Die meisten Arten sind jedoch aufgrund ihres Nahrungsverhaltens anspruchsvolle Pfleglinge. In Aquarien werden daher überwiegend die Arten gehalten, die Nahrungsgeneralisten sind. Für die heute bei privaten Meerwasserliebhabern üblichen Korallenriffaquarien sind sie mit Ausnahme des Kupferstreifen-Pinzettfischs (Chelmon rostratus) völlig ungeeignet, da sie die mühsam zum Wachsen gebrachten Stein- und Weichkorallen in kurzer Zeit auffressen würden.